# (1774) Koulikov
(1774) Koulikov (désignation internationale (17474) Kulikov) est un astéroïde de la ceinture principale découvert par l'astronome russe Tamara Mikhaylovna Smirnova le 22 octobre 1968 à Naoutchnyï. Sa désignation provisoire, lors de sa découverte le 22 octobre 1968, était 1968 UG1.

## Caractéristiques
Sa distance minimale d'intersection de l'orbite terrestre est de 1,688 070 ua.